# ファイアーエムブレム エンゲージ
『ファイアーエムブレム エンゲージ』（英: Fire Emblem Engage）は、任天堂より2023年1月20日に発売されたNintendo Switch用シミュレーションRPG。

## 概要
ファイアーエムブレムシリーズの17作目であり、Nintendo Switch向けとしては2作目となる完全新作である。2022年9月13日に配信された「Nintendo Direct 2022.9.13」にて本作品の発売が発表された。
4つの王国と1つの聖地から成る「エレオス大陸」を舞台に、神竜の主人公と12の指輪を巡る物語が展開される。

## システム

### 戦闘
武器
今作は剣、槍、斧、弓、魔道書、短剣、杖、体術の武器種があり、短剣はダメージを与えた際に状態異常の「毒」が付与される。また、体術の攻撃力は力と魔力の平均値で計算されるようになった。武器の使用回数制限は存在しない。
三すくみ
過去作にあった三すくみ（剣・槍・斧）が再び採用されている（過去作であった威力や命中に対する補正はない）。また、体術は弓・魔道書・短剣の三種類に対して有利となる。
ブレイク
前述の三すくみを利用し、相手の持つ武器に対して有利な武器で攻撃した場合、攻撃を受けた敵味方は武器を落とし、反撃ができなくなる。
スマッシュ
大剣や大斧など大型の武器で攻撃時、攻撃順は後攻になるが、相手を1マス吹き飛ばせる。後ろに敵がいたり壁がある場合は、ブレイクする。
戦闘スタイル
今作のユニットに設定されているシステム。「竜族」「騎馬」「魔道」「気功」「連携」「重装」「飛行」「隠密」が存在し、兵種ごとに割り当てられている。
竜族
神竜ノ子、邪竜ノ娘などが該当。紋章士とエンゲージした際、必ず追加効果を得られる。ただしこのスタイルを持った兵種にクラスチェンジできるユニットは、兵種に問わず竜特効か邪竜特効が効く。該当兵種は全て専用兵種で、一部の紋章士ユニットや異形竜などもこれに割り当てられている。
騎馬
パラディン、ウルフナイトなどの馬や狼に乗るユニットが該当。他よりも移動力が高く設定されているが、道が悪い所では動きにくい。騎馬特効が効く。
魔道
セイジ、ハイプリーストなどの魔道書を使う兵種が該当。魔法攻撃時、回避率上昇の地形効果を無効化。
気功
モンク、ダンサーなどの体術を使う兵種が該当。隣接する味方を「チェインガード」で庇い、敵の攻撃から守れる。
連携
ソードマスター、ベルセルクなどの主に剣・槍・斧のいずれかを使う兵種が該当。他の味方の攻撃時に援護攻撃の「チェインアタック」が可能。
重装
ランスアーマー、ジェネラルなどの重装備の兵種が該当。守備力が高く、三すくみによるブレイク効果を無効化。移動力は低い。重装特効が効く。
飛行
ランスペガサス、ドラゴンナイトなどの騎乗して空中にいる兵種が該当。弓に弱いが、障害物など歩行不可の地形を移動できる。飛行特効が効く。
隠密
アーチャー、シーフなどの主に弓・短剣を使う兵種が該当。回避率上昇の地形効果が倍になる。
状態異常
毒、フリーズ（移動不可）、サイレス（魔法使用不可）があり、特に毒は過去作のようにHPが減少せず、ダメージが増加するという効果を持つ。
竜の時水晶
戦闘での時間を巻き戻せるシステム。難易度ノーマルでは無制限、ハード以上では使用回数制限（10回）がある。

### 戦闘マップ
宝箱
今作においては宝箱を開ける際は鍵はいらず、シーフ（盗賊）の技能も必要ないため、隣接すれば誰でも開けることができる。
紋章氣
紋章氣が溜まった場所。シンクロした味方ユニットがこの上で行動終了、または待機した際にエンゲージカウントが最大となる。
瘴気
紫色の瘴気。この上にいると味方のステータスが下がり、敵のステータスが上がる厄介な代物。紋章士の龍脈や火炎砲台で消失可能。
散策
マップクリア後、散策としてその場を歩き回れる。仲間と会話したり、落ちているアイテムを拾える。
絆のかけら
マップやソラネルの散策、実績の達成などで手に入る。「絆の指輪精製」や紋章士との「特別指名鍛錬」、錬成屋での「紋章刻印」等に使用する。
遭遇戦
ワールドマップ上に出現する。異形兵やならずものと戦う通常の遭遇戦と、各国の兵士と戦う訓練の二種類がある。
神竜の章
DLC適用後に出現するマップ。腕輪の紋章士達を仲間にできる他、この場所でも遭遇戦が発生する。

### 紋章士の指輪・腕輪
シンクロ
マルスやシグルドなど各紋章士の指輪・腕輪を装備すると、紋章士と「シンクロ」でき、紋章士が持つスキルが効果を発揮する。
闇シンクロ
敵ユニットが指輪・腕輪を装備することもある。その際はエンゲージは行わないが、エンゲージ技は使用可能。
エンゲージ
紋章士の指輪・腕輪を装備した状態で「エンゲージカウント」が最大まで溜まった場合、コマンド「エンゲージ」を選択すると、紋章士と一体化することが可能となる。エンゲージ状態は3ターンで解消される（絆レベルを上げると4ターンまで延長できる）。
エンゲージ技
エンゲージ時に一回のみ使用できる必殺技。威力・効果は各紋章士ごとに異なる。エンゲージが解除された後、再度エンゲージすれば再び使える。
絆レベル
紋章士の指輪・腕輪を装備して戦い続けると紋章士との絆が深まり、シンクロ効果が上昇したり、継承できるスキルが増えていく。
絆会話
絆レベルがそれぞれ5、10、20に到達すると、紋章士との会話イベントが発生する。
絆の指輪
ソラネルの紋章士の間で精製可能な指輪。絆のかけらを消費して過去作の登場人物達の指輪を獲得できる。

### スキル
スキル
スキルは個々のユニットが持つ「個人スキル」、上級職や一部の専用職が持つ「兵種スキル」、紋章士の指輪や腕輪を装備した際に使用できる「シンクロスキル」、紋章士とエンゲージした時のみに使用できる「エンゲージスキル」、欲しいスキルを持つ紋章士との絆レベルを上げ、SPを用いてその紋章士から継承する「継承スキル」がある他、Sランクの絆の指輪の一部にはスキルが付いているものがある。
SP
紋章士からのスキル継承時に必要となるポイント。紋章士の指輪・腕輪や絆の指輪を装備して戦闘、または杖を使用した際に入手できる。指輪や腕輪を未装備の場合は入手できないため注意。

## 兵種
本作のすべての兵種は8つの「戦闘スタイル」のいずれかに分類されている。マスタープルフ・チェンジプルフで各兵種に就くためには、その兵種で扱う武器の素質を持っていなければならない。

### 基本兵種
過去作の「下級職」にあたる。「兵種スキル」は持たない。
| 兵種                                         | 戦闘スタイル | 武器レベル  | 対応上級兵種                    | 特効     | 特徴                                   |
| -------------------------------------------- | ------------ | ----------- | ------------------------------- | -------- | -------------------------------------- |
| ソードファイター                             | 連携         | 剣B         | ソードマスター ブレイブヒーロー | なし     | 剣で戦う歩兵。速さが高い。             |
| ランスファイター                             | 連携         | 槍B         | ハルバーディア ロイヤルナイト   | なし     | 槍で戦う歩兵。                         |
| アクスファイター                             | 連携         | 斧B         | ベルセルク ウォーリアー         | なし     | 斧で戦う歩兵。力が高い。               |
| アーチャー                                   | 隠密         | 弓B         | スナイパー ボウナイト           | なし     | 弓を使う歩兵。                         |
| ソードアーマー ランスアーマー アクスアーマー | 重装         | 剣B 槍B 斧B | ジェネラル グレートナイト       | 重装特効 | 重装備で身を固めた重歩兵。             |
| ソードナイト ランスナイト アクスナイト       | 騎馬         | 剣B 槍B 斧B | パラディン ウルフナイト         | 騎馬特効 | 馬に乗って戦う騎兵。                   |
| ソードペガサス ランスペガサス アクスペガサス | 飛行         | 剣B 槍B 斧B | グリフォンナイト ドラゴンナイト | 飛行特効 | ペガサスに乗って戦う飛行兵。女性専用。 |
| マージ                                       | 魔道         | 魔道書B     | セイジ マージナイト             | なし     | 魔法を使う魔道士。                     |
| モンク                                       | 気功         | 杖B/体術C   | マスターモンク ハイプリースト   | なし     | 気功体術で戦いつつ杖で支援する僧侶。   |

### 上級兵種
レベル5に到達すると「兵種スキル」を覚える。エンチャントとマージカノンはDLCで新たに追加された兵種で、それぞれ「神秘の鞄」、「魔法の大筒」という専用のクラスチェンジアイテムを使用してクラスチェンジする。また、マージカノンは「シェル」という特殊な砲弾を扱う。
| 兵種             | 戦闘スタイル | 武器レベル                          | 兵種スキル  | 特効              | 特徴                                                             |
| ---------------- | ------------ | ----------------------------------- | ----------- | ----------------- | ---------------------------------------------------------------- |
| ソードマスター   | 連携         | 剣S                                 | 切り抜け    | なし              | 剣を極めた達人。速さが高く、全ての剣を扱う。                     |
| ブレイブヒーロー | 連携         | 剣A/槍C 剣A/斧C                     | 助太刀      | なし              | 経験を積んだ歩兵。剣に加えて槍か斧も使う。                       |
| ハルバーディア   | 連携         | 槍S                                 | 挟撃        | なし              | 槍を極めた達人。守備が高く、全ての槍を扱う。                     |
| ロイヤルナイト   | 騎馬         | 槍A/杖C                             | 手助け      | 騎馬特効          | 経験を積んだ兵士。馬に乗り槍と杖を使う。                         |
| ベルセルク       | 連携         | 斧S                                 | スマッシュ+ | なし              | 斧を極めた達人。全ての斧を扱う。                                 |
| ウォーリアー     | 連携         | 斧A/弓C                             | 無慈悲      | なし              | 経験を積んだ戦士。斧に加えて弓も使う。                           |
| スナイパー       | 隠密         | 弓S                                 | 集中        | なし              | 弓を極めた達人。すべての弓を扱う。                               |
| ボウナイト       | 騎馬         | 剣C/弓A 槍C/弓A 斧C/弓A             | 狙撃        | 騎馬特効          | 弓を使う騎兵。                                                   |
| ジェネラル       | 重装         | 剣A 槍A 斧A                         | 入れ替え    | 重装特効          | 経験を積んだ上位の重歩兵。耐久力に優れる。                       |
| グレートナイト   | 騎馬 重装    | 剣B/槍B 剣B/斧B 槍B/斧B             | 護衛        | 騎馬特効 重装特効 | 馬術を体得した重装騎兵。武器を使い分けて戦う。                   |
| パラディン       | 騎馬         | 剣A 槍A 斧A                         | 回り込み    | 騎馬特効          | 経験を積んだ上位の騎兵。                                         |
| ウルフナイト     | 騎馬         | 剣B/短剣A 槍B/短剣A 斧B/短剣A       | 足狙い      | 騎馬特効          | 狼に乗る騎兵。速さに優れ、短剣の扱いに長ける。                   |
| グリフォンナイト | 飛行         | 剣A/杖C 槍A/杖C 斧A/杖C             | 移動補助    | 飛行特効          | グリフォンに乗る上位の飛行兵。速さに優れる。                     |
| ドラゴンナイト   | 飛行         | 剣B/槍B 剣B/斧B 槍B/斧B             | 急襲        | 飛行特効 竜特効   | ドラゴンに乗る上位の飛行兵。武器を使い分けて戦う。               |
| セイジ           | 魔道         | 魔道書S/杖B                         | 魔力増幅    | なし              | 魔法を極めた達人。すべての魔法を使え、杖による支援もこなす。     |
| マージナイト     | 騎馬         | 剣B/魔道書A 槍B/魔道書A 斧B/魔道書A | 背理の法    | 騎馬特効          | 馬に乗る魔道士。                                                 |
| マスターモンク   | 気功         | 杖A/体術S                           | 気の拡散    | なし              | 体術を極めた達人。すべての体術を使いこなし、杖での支援もこなす。 |
| ハイプリースト   | 魔道         | 魔道書B/杖S/体術C                   | 自己回復    | なし              | 杖の扱いを極めた聖者。あらゆる杖を使い、味方を支援する。         |
| エンチャント     | 気功         | 短剣B/体術B                         | 輸送隊      | なし              | 物資の扱いを得意とする衛生兵。輸送隊を扱い、味方を支援する。     |
| マージカノン     | 重装         | 砲弾S                               | 全弾発射    | 重装特攻          | 大砲を装備した重装砲兵。離れた敵を様々な砲弾で砲撃する。         |

### 特殊職
他の兵種はレベル上限が20だが、シーフはレベル上限が40となっている。レベル25に到達すると「兵種スキル」を覚える。
| 兵種   | 戦闘スタイル | 武器レベル | 兵種スキル | 特効 | 特徴                                         |
| ------ | ------------ | ---------- | ---------- | ---- | -------------------------------------------- |
| シーフ | 隠密         | 短剣S      | すり抜け   | なし | 鍵開けを得意とする盗賊。短剣の扱いに長ける。 |

### 専用兵種
主人公や竜の血族、各国の王族などは本人専用の兵種を所持しており、専用兵種で加入する。
汎用兵種同様、上級兵種はLv5、特殊兵種はLv25で兵種スキルを覚える。
| 兵種           | 戦闘スタイル | 武器レベル    | 兵種スキル | 特効            | 専用         | 特徴                                                         |
| -------------- | ------------ | ------------- | ---------- | --------------- | ------------ | ------------------------------------------------------------ |
| 神竜ノ子       | 竜族         | 剣B           | なし       | 竜特効          | リュール     | リュール専用の基本兵種。                                     |
| 神竜ノ王       | 竜族         | 剣A/体術B     | 神竜気     | 竜特効          | リュール     | リュール専用の上級兵種。剣に加え、体術も会得している。       |
| ノーブル       | 騎馬         | 槍B           | なし       | 騎馬特効        | アルフレッド | アルフレッド専用基本兵種。馬に乗って戦う。                   |
| アヴニール     | 騎馬         | 剣B/槍A       | 金蓮       | 騎馬特効        | アルフレッド | アルフレッド専用上級兵種。槍に加えて剣も使う。               |
| ノーブル       | 魔道         | 剣B/魔道書B   | なし       | なし            | セリーヌ     | セリーヌ専用基本兵種。剣と魔法を使い分けて戦う。             |
| フロラージュ   | 魔道         | 剣B魔道書A杖B | 華炎       | なし            | セリーヌ     | セリーヌ専用上級兵種。剣・魔法に加え杖も扱える。             |
| ロード         | 連携         | 剣B           | なし       | なし            | ディアマンド | ディアマンド専用基本兵種。                                   |
| スュクセサール | 連携         | 剣S/斧A       | 太陽       | なし            | ディアマンド | ディアマンド専用上級兵種。全ての剣を使え、斧も使いこなす。   |
| ロード         | 隠密         | 弓B           | なし       | なし            | スタルーク   | スタルーク専用基本兵種。                                     |
| ティラユール   | 隠密         | 弓S           | 月光       | なし            | スタルーク   | スタルーク専用上級兵種。弓の扱いを極めている。               |
| テイマー       | 飛行         | 魔道書B/杖B   | なし       | 飛行特効 竜特効 | アイビー     | アイビー専用基本兵種。ドラゴンに乗っている。                 |
| リンドブルム   | 飛行         | 魔道書S/杖B   | 虚空       | 飛行特効 竜特効 | アイビー     | アイビー専用上級兵種。全ての魔法を扱う。                     |
| テイマー       | 飛行         | 魔道書B/杖B   | なし       | 飛行特効        | オルテンシア | オルテンシア専用基本兵種。ペガサスに乗る。                   |
| スレイプニル   | 飛行         | 魔道書B/杖S   | 大樹       | 飛行特効        | オルテンシア | オルテンシア専用上級兵種。全ての杖を使え、支援が得意。       |
| ヴィジランテ   | 連携         | 槍B           | なし       | なし            | ミスティラ   | ミスティラ専用基本兵種。                                     |
| ピッチフォーク | 連携         | 槍S           | 砂陣       | なし            | ミスティラ   | ミスティラ専用上級兵種。槍の扱いを極めている。               |
| ヴィジランテ   | 騎馬         | 弓B           | なし       | 騎馬特効        | フォガート   | フォガート専用基本兵種。馬に乗り弓を使う。                   |
| クピードー     | 騎馬         | 剣B/弓A       | 水鏡       | 騎馬特効        | フォガート   | フォガート専用上級兵種。弓に加え剣も使う。                   |
| ダンサー       | 気功         | 体術A         | 特別な踊り | なし            | セアダス     | セアダス専用兵種。踊りによって行動済みの味方を再行動させる。 |
| 邪竜ノ娘       | 竜族         | 短剣B/魔道書S | 邪竜気     | 邪竜特効        | ヴェイル     | ヴェイル専用兵種。魔法の扱いに長ける。                       |
| 邪竜ノ娘       | 竜族         | 槍A/竜石S     | 紋章氣抑制 | 邪竜特効        | エル         | エル専用兵種。槍による白兵戦や、竜石で竜化して戦う。         |
| 邪竜ノ子       | 竜族         | 斧B/竜石S     | 紋章氣促進 | 邪竜特効        | ラファール   | ラファール専用兵種。竜の力や斧で戦う。                       |
| メリュジーヌ   | 飛行         | 剣A/魔道書S   | 魔法剣     | 飛行特効 竜特効 | セレスティア | セレスティア専用兵種。ドラゴンに乗り、魔法と剣を使う。       |

## ソラネル
今作におけるプレイヤーの拠点。朝・昼・夕・夜の4つの時間帯があり、時間帯は主人公がマイルームのベッドで寝ることで好きに進めることができる。各所には仲間になったユニットが滞在しており、会話した際に贈り物を送れる。また、食材や贈り物などが落ちていたりもする。
マイルーム
主人公の部屋。ベッドで寝れば自由に時間帯を変更でき、最初の一回のみ支援会話が進んだ仲間が起こしに来てくれる「お目覚め会話」が発生する。また、マイチェストには支援レベルがAになった仲間に送ることができる約束の指輪が保管される。
カフェテラス
仲間に「料理」を作って貰うことで支援値やステータスが上昇する他（ただし、失敗することもある）、提示板で各国へ投資が行えたり、これまで達成した実績が確認できる。サウンドボックスでBGMの変更も可能。
紋章士の間
絆レベルが上がった紋章士からSPを消費しての「スキル継承」、絆のかけらを消費しての「絆の指輪精製」、汚れてしまった「指輪・腕輪磨き」、紋晶石を消費しての「エンゲージ武器強化」などができる。
鍛錬の間
3回という回数制限があるが、仲間と戦って経験値や支援値が上がる「通常鍛錬」と、回数制限はないが、絆のかけらを消費して紋章士と戦い、絆レベルを上げる「特別指名鍛錬」を行える。後にこちらでも「スキル継承」ができるようになった。
エントランス
ソラネルの玄関口。周囲には武器屋、道具屋、錬成屋、アクセサリー屋があり、いつでも買い物や武器の強化が可能。
鍛錬場、湧水の池、裏庭
それぞれミニゲームの「筋肉体操」、「釣り」、「ドラゴンシューター」を行える。クリア時は主人公のステータスが上昇したり、絆のかけらやアイテムが入手可能。ソラのなつき度が高い場合、一緒に挑戦できる。
不思議な井戸
DLCで新たに追加された機能「アイテム変換」を行える場所。裏庭にあり、投げ入れたアイテムが別の物に変わる。
果樹園、プール、厩舎
DLCで新たに追加された機能「リフレッシュ」を行える場所。リフレッシュをした仲間二名同士の支援値が上がる。
牧場
世界各地で保護した犬、猫、鳥、ウサギなどを放牧できる。時間が経過すると動物達から食材や晶石などが入手可能（動物ごとにそれぞれ種類が異なる）。
鍾乳洞
ソラの祭壇があり、ソラに食材を与えたり、なでることができ、その際はソラのなつき度が上昇する。また、地面に絆のかけらが落ちていることもある。
見晴らしの丘
普段は特に何もないが、DLCを購入していた場合、この場所で三鼎の紋章士（エーデルガルト、ディミトリ、クロード）の腕輪のイベントが発生する。
試練の離れ
三連続で戦闘を行い、クリア後に紋晶石などが貰える「連戦の試練」や、オンライン通信で他プレイヤーと共闘する「繋戦の試練」と、自分が作成したマップで他プレイヤーと対戦する「異界の試練」が行える。
その他
晶石や贈り物が売っている「蚤の市」、夜だけに開かれるセアダスの「占い小屋」、プレイ歴の「神竜戦歴カード」の作成やカード用の画像を撮影する「風景印画」ができる「活動記録の館」などがある。

## 登場人物

### 主人公
リュール（Alear）
声 - 下野紘（男） / 遠藤綾（女）
初期兵種：神竜ノ子 / 誕生日：任意 / 個人スキル：神竜の結束（隣接している味方が与えるダメージ+3、受けるダメージ-1） / 称号：神竜王
本作の主人公。ゲーム開始時に外見と名前、誕生日を設定する。赤色と青色の混ざった髪と瞳が特徴的な神竜。性別により髪と瞳の配色が逆になる。一人称は「私」で、誰に対しても丁寧な口調で話す。1000年前の戦いで邪竜を封印したとされ、聖地リトスの離宮ソラネルにて眠りについていたが突如として目を覚ます。自分についての記憶を失っている。目覚めた後は「竜の守り人」達に迎えられ、母親であるルミエルと出会うも、時をおかずしてリトスが襲撃を受け彼女を亡くす。その後は各国を巡り、紋章士の指輪を得て復活した邪竜軍に対抗していく。
物語中盤、リュールの正体は神竜（ルミエルの子供）ではなく、実は邪竜（ソンブルの子供）であったという事実が明かされる。当初は髪と瞳の色も赤一色であった。ヴェイルは妹にあたる。1000年前には魔法具の能力で過去に戻った現在のリュール一行と出会ったことがあり、その頃にルミエルからの接触も受け、最終的に父・ソンブルに反逆するも、その際の戦いで瀕死の重傷を負い、ルミエルに助けられたものの、1000年間もの長い間意識を失い、眠り続けていた。髪と瞳の色が現在の二色になった理由は、ルミエルから長期間神竜の力を受け渡され続けていたため。
物語終盤、ソンブルの攻撃を受けたことで命を落とすも、ヴェイルによって異形兵として復活。さらに、紋章士たちの願いによって十三番目の紋章士「絆炎の紋章士（ファイアーエムブレム）」として覚醒する。

### 聖地リトス
ヴァンドレ（Vander）
声 - 上田燿司
初期兵種：パラディン（斧） / 誕生日：11月26日 / 身長：190cm / 軍の中で一番：封蝋を美しく施す / 個人スキル：白の忠誠（主人公と隣接している間、主人公と自分の必殺+3） / 称号：老練の守り人
三十二代目の「竜の守り人」。真面目で厳格な性格の熟練騎士。リトスの集落出身。自分の代でリュールが目覚めたことに感激し、クランやフランと共に彼（彼女）を支える。編み物（レース編み）が得意という意外な一面を持つ。
クラン（Clanne）
声 - 天崎滉平
初期兵種：マージ / 誕生日：3月10日 / 身長：160cm / 軍の中で一番：盤上遊戯が得意 / 個人スキル：碧の信仰（主人公と隣接している間、主人公と自分の命中+10） / 称号：冷静の守り人
三十三代目の「竜の守り人」。フランの双子の兄。ヴァンドレは遠縁にあたり、次代の竜の守り人として目を掛けられている。控えめな性格で、ピクルス作りが上手い。妹と共にリュールのファンであり、神竜様ファンクラブを立ち上げている。
フラン（Framme）
声 - 千本木彩花
初期兵種：モンク / 誕生日：3月10日 / 身長：160cm / 軍の中で一番：回し蹴りが鮮やか / 個人スキル：緋い声援（主人公と隣接している間、主人公と自分の回避+10） / 称号：情熱の守り人
三十三代目の「竜の守り人」。クランの双子の妹。活発な性格だが、ドジも多い。神竜推しの熱烈さはクラン以上で、リュールの一挙一動に興奮したり、感激するほど。神竜様ファンクラブでは名誉会長職に就いている（兄のクランの方は会長）。
ルミエル（Lumera）
声 - 三石琴乃 / 兵種 - 神竜ノ王
主人公の母親。神竜の女王。目覚めたリュールを出迎えるも、謎の軍勢（イルシオン）の襲撃を受け、その際にリュールを庇って落命する。後にその遺体はソンブルに利用され、異形兵と化してリュールの前に立ちはだかる。倒された後はリュールと最後の語らいを行い、光の粒子となって消えていった。
ソラ（Sommie）
ソラネルに住み着いている犬のような姿をした守り神。名前は任意で設定できる。はるか昔から存在しており、ルミエルとも旧知。食べ物をあげるなど世話を焼くと、なつき度が上昇する。なつき度が高い場合は、ソラネルでリュールの後ろを追いかけて側に寄りそう姿が見れる。
ダートン（Durthon）、アニス（Anisse）、カルネイ（Calney）、ピネ（Pinet）
声 - 前田雄（ダートン）、しろたのぞみ（アニス）、合田明日佳（カルネイ）、子安光樹（ピネ）
それぞれ武器屋、道具屋、錬成屋、アクセサリー屋の主人。ソラネルにて店を開いてくれる。DLCの「不思議な井戸」導入時は最初にダートンとのイベントが発生する。

### フィレネ王国
アルフレッド（Alfred）
声 - 木村良平
初期兵種：ノーブル（騎馬） / 誕生日：8月8日 / 身長：177cm / 軍の中で一番：花の香りがする / 個人スキル：自己鍛錬（戦闘やアイテム使用などを行わずに待機した時、1ターンの間、力+2） / 称号：笑み護る花
フィレネ王国第一王子。聖地リトスの襲撃に際し、臣下と共に救援に現れる。リュールが目覚めてから初めて出会った王族。子供の頃は病弱であり、体を鍛えることに専念し始め、現在でも常に筋肉の鍛錬に余念がない。
セリーヌ（Celine）
声 - 鬼頭明里
初期兵種：ノーブル（魔道） / 誕生日：12月18日 / 身長：155cm / 軍の中で一番：舌戦に強い / 個人スキル：平和の花（周囲2マスの範囲にいる味方が使用するHP回復アイテムの回復量を150%にする） / 称号：幸福の王女
フィレネ王国第一王女。アルフレッドの妹。優しい性格で、茶会好き。芯も強く、兄に対しては毒舌を吐くことも。フィレネのためには、汚れ仕事（賊の討伐など）に手を下すことも躊躇わない。フルルの風車村にて臣下と共に仲間に入る。
ブシュロン（Boucheron）
声 - 櫻井トオル
初期兵種：アクスファイター / 誕生日：5月11日 / 身長：190cm / 軍の中で一番：包容力がある / 個人スキル：涙腺崩壊（自分の戦闘に味方がチェインアタックで参加した時、自分が与えるダメージ+2） / 称号：逞しき涙斧
アルフレッドの臣下の一人。筋肉質な体型の大男。伯爵家出身で、アルフレッドは幼馴染。心優しく、とにかく涙もろい性格。また、酷い方向音痴でもある。筋肉に注目する主君やエーティエには若干引き気味。
エーティエ（Etie）
声 - 嶺内ともみ
初期兵種：アーチャー / 誕生日：10月1日 / 身長：154cm / 軍の中で一番：健脚 / 個人スキル：筋力増強剤（HP回復アイテムを使用した時、1ターンの間、力+2） / 称号：豪腕の令嬢
アルフレッドの臣下の一人。侯爵家出身。セリーヌとは幼少時からの親友。言葉遣いに反して行動的な性格で、アルフレッドと同じく筋肉の鍛え方への関心度が高く、自分の理想とする体作りに精を出している。
ルイ（Louis）
声 - 石谷春貴
初期兵種：ランスアーマー / 誕生日：11月4日 / 身長：178cm / 軍の中で一番：天候が読める / 個人スキル：花園の門番（周囲2マスの範囲に味方の女性ユニットが2人隣接している場合、受けるダメージ-2） / 称号：花園の門番
セリーヌの臣下の一人。平民生まれの重騎士。4人兄弟の長男。腕を買われてセリーヌの臣下となる。温厚な性格をしており、男女問わず仲間の親しそうな語り合いなどを遠くから見守るのが趣味。
クロエ（Chloe）
声 - 早見沙織
初期兵種：ランスペガサス / 誕生日：4月27日 / 身長：167cm / 軍の中で一番：遠投が得意 / 個人スキル：絵になる二人（周囲2マス以内に味方の男女のユニットが隣接している場合、与えるダメージ+2） / 称号：空想を舞う翼
セリーヌの臣下の一人。侯爵家出身。過去に偶然セリーヌと出会い、臣下となる。御伽噺や珍味（他者から見ればゲテモノ料理）を好む。屋台料理も好きなため、ボネに対しその希望を伝えて困らせたことも。
ジャン（Jeanne）
声 - 松田利冴
初期兵種：モンク / 誕生日：3月31日 / 身長：140cm / 軍の中で一番：散髪が上手い / 個人スキル：努力の才（レベルアップした時に基本能力が上昇しやすい） / 称号：勤勉なる若葉
茶畑の里で診療所を営む医者の息子。内気だが心優しく努力家。関西弁風の方言を話す。薬草の調合などにも長けている。村の危機を救ってくれた恩を返すため、主人公への同行を志願する。
イヴ（Eve）
声 - 氷上恭子
フィレネの女王。イルシオン軍に王城へと攻め込まれるが、リュール一行の救援で窮地を救われる。
ショーン（Sean）
声 - 矢野正明 / 兵種 - モンク
ジャンの父親。村の医者で、主人公への同行を申し出たジャンを送り出す。
アンジュ（Anje）
声 - 神田みか
ジャンの母親。茶葉を加工する工房で働いている。

### ブロディア王国
ディアマンド（Diamant）
声 - 諏訪部順一
初期兵種：ロード（剣） / 誕生日：4月6日 / 身長：188cm / 軍の中で一番：一度笑うと長い / 個人スキル：真っ向勝負（自分から攻撃した時相手が反撃できる場合、お互いの命中+15） / 称号：立ち向かう黒鉄
ブロディア王国第一王子。真面目な性格をしており、尊敬する父親を支える。武芸にも秀でているが、魔法に関しては苦手な面を持つ。釣りなどを趣味とし、ソラネルでは湧水の池で指導をしてくれる。
スタルーク（Alcryst）
声 - 岡本信彦
初期兵種：ロード（弓） / 誕生日：10月15日 / 身長：172cm / 軍の中で一番：髪がサラサラ / 個人スキル：僕が守ります!（周囲2マスの味方が攻撃を受けた時、1ターンの間、力+3） / 称号：繊細なる射手
ブロディア王国第二王子。ディアマンドの弟。出来の良い兄と比較されたため、ネガティブで自虐的な態度が目立ち、臣下にも腰が低い。リュールに誤射した際は土下座で謝罪した。戦場では勇敢で、味方を守るために自ら前に出ることも厭わない。
アンバー（Amber）
声 - 田丸篤志
初期兵種：ランスナイト / 誕生日：2月3日 / 身長：185cm / 軍の中で一番：口笛が天才的 / 個人スキル：名乗り上げ（自分と敵の周囲1マスに他のユニットがいない場合、命中+20、回避-10） / 称号：アルパカ勇者
ディアマンドの臣下の一人。アルパカの里出身の騎士。アルパカ語にてアルパカと意思疎通が出来る。明るい性格で、世界中の伝説・伝承に詳しい。かつて武術大会で準優勝となり、臣下となった。
ジェーデ（Jade）
声 - 三宅麻理恵
初期兵種：アクスアーマー / 誕生日：12月7日 / 身長：170cm / 軍の中で一番：明晰夢を見る / 個人スキル：瞑想（戦闘やアイテム使用などを行わずに待機した時、1ターンの間、魔防+2） / 称号：宝石の守護者
ディアマンドの臣下の一人。真面目で物静かな女性重騎士。鉱山街出身。瞑想と想像力を生かした書き物が趣味で、自作の小説を幾つも執筆している。かつて武術大会で優勝を果たし、臣下となった。
ラピス（Lapis）
声 - 高柳知葉
初期兵種：ソードファイター / 誕生日：5月25日 / 身長：160cm / 軍の中で一番：じゃんけんに強い / 個人スキル：戦果移譲（周囲1マスに味方がいる場合、命中・回避+10、必殺-10） / 称号：屈強な野花
スタルークの臣下の一人。田舎村出身の剣士。食用草や芋に詳しい。初登場時はリュール一行を敵と誤認した件で刺々しい態度が目立ったが、本質は内気で自己主張に乏しい。また、出自から王族や貴族に対し、引け目を感じている。
シトリニカ（Citrinne）
声 - 長谷川育美
初期兵種：マージ / 誕生日：11月9日 / 身長：163cm / 軍の中で一番：土地を持っている / 個人スキル：大盤振る舞い（HP回復アイテムを使用した時、周囲1マスの味方も同じ量HPを回復する） / 称号：富める友愛
スタルークの臣下の一人。ブロディアの大公の娘で、王子二人は従兄弟にあたる。おおらかで献身的だが、実力不足を気にしている節がある。裕福な家庭なため、他者への贈り物は豪華になり、引かれてしまうこともある。
ユナカ（Yunaka）
声 - ファイルーズあい
初期兵種：シーフ / 誕生日：7月28日 / 身長：164cm / 軍の中で一番：真贋を見破れる / 個人スキル：殺しの技術（回避地形から攻撃した時、必殺+15） / 称号：見えざる仮面
盗賊の女性。人懐こい性格で、モノマネが得意。他者の名前は「氏」を付けて呼ぶ。廃村で指輪を盗み出すが、リュール一行との出会いを経て仲間入りする。実は元暗殺者であり、本名は「ラリマー」。戦闘においては昔の冷徹な口調になることもある。
ザフィーア（Saphir）
声 - 岡田幸子
初期兵種：ウォーリアー / 誕生日：1月17日 / 身長：177cm / 軍の中で一番：魚の種類に詳しい / 個人スキル：勝利への意思（HPが50%以下の場合、命中・回避+20） / 称号：豪胆な王城兵
ブロディアの王城兵。元傭兵で、豪快かつ勇敢な性格の女戦士。ジーヴル港での戦闘にて仲間入りする。幼い頃に住んでいた漁村をイルシオン軍に襲われ、両親と友人を殺された過去を持ち、内心復讐心を秘めている。
モリオン（Morion）
声 - 藤沼建人 / 兵種 - ブレイブヒーロー（斧）
ブロディアの国王。好戦的だが誇り高く豪放磊落な人物。イルシオン軍の侵攻を受け、国境の砦でハイアシンスと一騎打ちを行うも、敗れて連れ去られ、邪竜復活のための生贄とされる。死後は異形兵と化してデスタン大教会で神竜軍に襲い掛かるが、戦いの末に倒される。

### イルシオン王国
アイビー（Ivy）
声 - 日笠陽子
初期兵種：テイマー / 誕生日：11月17日 / 身長：172cm / 軍の中で一番：美肌 / 個人スキル：執着（同じ敵と連続してもう一度戦闘した時、命中+20） / 称号：吹き渡る雪
イルシオン王国第一王女。理知的で冷静沈着な性格だが、家庭事情が原因で表情に乏しい。お化けが苦手という一面もある。リュールには特別な感情を抱く。
当初は臣下とブロディア王城を襲うも指輪を奪われ敗退。その後は国境の砦で父に時間稼ぎのための捨て駒として扱われ、後に邪竜側から指輪を奪い神竜軍へ合流する。
オルテンシア（Hortensia）
声 - 木野日菜
初期兵種：テイマー / 誕生日：6月3日 / 身長：149cm / 軍の中で一番：ウインクが上手 / 個人スキル：煌めく理力（回復系の杖を使用する時、射程+1） / 称号：愛らしい雪華
イルシオン王国第二王女。アイビーの異母妹。元々は学園の学生で、学徒動員された。姉とは対照的に奔放で感情の起伏が激しいが、家族や臣民を思いやる気持ちは強い。
グランスール大橋でリュール一行と交戦し、デスタン大教会で再戦するも敗北。その後は四狗に利用されソルム王城へと攻め込むが、戦闘後にアイビーに説得され神竜軍へと降る。
ゼルコバ（Zelkov）
声 - 谷口悠
初期兵種：シーフ / 誕生日：8月2日 / 身長：185cm / 軍の中で一番：睡眠をとらない / 個人スキル：「次」はない（敵から攻撃された時、敵の命中-10） / 称号：「忠実」な影
アイビーの臣下の一人。浅黒い肌で黒装束の男。会話の際に強調する言葉に「」が付くことが特徴。過去に家族を賊に殺されている。孤高を好む戦士を思わせる外見とは裏腹に、真面目で愚直な性格。また、凝り性で多彩な趣味を持つ。
カゲツ（Kagetsu）
声 - 子安武人
初期兵種：ソードマスター / 誕生日：12月22日 / 身長：178cm / 軍の中で一番：おにぎりが好き / 個人スキル：光彩奪目!（自分から攻撃した時、敵の回避-10） / 称号：おにぎり侍
アイビーの臣下の一人。ソルム王国にある秘境からやってきた青年剣士。外の世界を知るために旅立ち、イルシオンへと辿り着く。一人称は「余」で、和風の服装や独特な口調など、飄々とした佇まいが特徴。
ロサード（Rosado）
声 - 蒼井翔太
初期兵種：ドラゴンナイト（槍/斧） / 誕生日：1月19日 / 身長：169cm / 軍の中で一番：リボン結びの達人 / 個人スキル：微笑み（敵が男性ユニットの時、敵の回避-20） / 称号：描き出す可憐
オルテンシアの臣下の一人。妖精の村出身。楽天的な性格で、一人称は「オレ」。女性らしい容姿や衣装だが性別は男性。絵描きが趣味。私服は父親のお下がり。神竜軍とは敵対していたが、後々に邪竜側からゴルドマリーと共に指輪を奪い、神竜軍へと合流する。
ゴルドマリー（Goldmary）
声 - 高森奈津美
初期兵種：ブレイブヒーロー（剣/槍） / 誕生日：7月18日 / 身長：173cm / 軍の中で一番：泉質に一家言ある / 個人スキル：溜め息（敵が男性ユニットの時、敵の命中-20） / 称号：靦然たる美貌
オルテンシアの臣下の一人。温泉街出身。物腰は内気に見えるが、自分の魅力が一番だと公言する自信家で、本質は自己主張が強いことが窺える。オルテンシアやロサードとは、学園に通っていた学生仲間で親しい関係。
リンデン（Lindon）
声 - 蓮岳大
初期兵種：セイジ / 誕生日：6月29日 / 身長：175cm / 軍の中で一番：静電気を放つ / 個人スキル：歴戦の勘（自分の装備武器の武器レベルが相手より低い時、必殺+20） / 称号：雷霆の賢者
ハイアシンスの兄に仕えていた元王城兵の老賢者。妻は亡くなっており、3人の子供がいる。邪竜軍に徴兵されるも、自身はそれに疑念を抱き、船上の戦闘で説得され神竜軍に降る。趣味は魔法の実験で、騒ぎを起こすこともある。
アンナ（Anna）
声 - 世戸さおり
初期兵種：アクスファイター / 誕生日：6月8日 / 身長：142cm / 軍の中で一番：記念日が多い / 個人スキル：一攫千金（幸運%で発動、敵撃破時、500Gを入手） / 称号：幼き行商人
シリーズおなじみの行商人。今作では幼い少女で、行商人の見習い。盗賊団の根城に忍び込み、宝箱内に逃げ込んだ際にリュール一行と出会う。離ればなれになった家族との再会を望んでいる。紋章士との絆会話では過去作のアンナとの関係性の話題が出る。
ハイアシンス（Hyacinth）
声 - 長嶝高士 / 兵種 - マスターモンク
イルシオンの国王。初老で細身の外見とは裏腹に、体術を得意としている。邪竜復活のためとして他国の王族の血や指輪を求め、ブロディアやフィレネに軍を動かす。ブロディア国王モリオンを生贄とした後、デスタン大教会で神竜軍を迎え撃つが、復活したソンブルに自らも王族の血であるとしてその場で貪り食われ、命を落とす。死後はフルルの港の戦闘にて異形兵として現れる。
アビューム（Abyme）
声 - 三宅麻理恵 / 兵種 - アクスアーマー（第3章）、ベルセルク（第18章）
イルシオンの将の一人。第3章に登場。リトス襲撃部隊の隊長。その後、第18章で兵種を変えて再登場し、船上で神竜軍と戦うも、敗れる。
ローダン（Rodine）
声 - 矢野正明 / 兵種 - ランスアーマー
イルシオンの将の一人。第4章に登場。逃亡したセリーヌ達を追い、フルルの風車村で神竜軍との戦いの末に敗れる。
ネルーケ（Nelucce）
声 - 前田雄 / 兵種 - アクスファイター
イルシオンの将の一人。第5章に登場。フィレネ王城を襲撃し、戦闘後に逃げ出すものの、セピアに粛正される。

### ソルム王国
ミスティラ（Timerra）
声 - 小清水亜美
初期兵種：ヴィジランテ（槍） / 誕生日：8月29日 / 身長：159cm / 軍の中で一番：夜にボンゴを叩く / 個人スキル：ソルムの騒音（周囲3マスの敵の必殺-5） / 称号：闘いの熱砂
ソルム王国第一王女にして王位第一継承者。臣下からは「姫」として慕われている。歌い踊ることを好み、オリジナルの変な歌を突然歌いだすことも。奔放で庶民的な性格で、普段は国内の状況を把握するため各地を放浪している。
フォガート（Fogado）
声 - KENN
初期兵種：ヴィジランテ（騎馬） / 誕生日：2月14日 / 身長：178cm / 軍の中で一番：素直に好きと言う / 個人スキル：人たらし（同じ敵と連続してもう一度戦闘した時、敵の必殺-10） / 称号：みんな大好き
ソルム王国第一王子。ミスティラの弟。少年のような無邪気な口調で喋る陽気で飄々とした青年。臣下のパンドロ、ボネと共に自警団を結成している。聡明な性格で、リュール一行と出会った当初は人柄を判断すべく身分を隠していた。
メリン（Merrin）
声 - 森なな子
初期兵種：ウルフナイト（剣/短剣） / 誕生日：9月24日 / 身長：173cm / 軍の中で一番：菓子を弁当にする / 個人スキル：エスコート（自分の周囲2マスの範囲に味方の女性ユニットが2人以上いる場合、その女性ユニットと自分の命中・回避+5） / 称号：麗しの珍獣騎士
ミスティラの臣下の一人。砂の村の村長の娘。男らしい口調や容姿が特徴の騎士。一人称は「僕」。華やかな雰囲気を持ち、珍獣を好む。竜族である神竜のリュールや邪竜のヴェイルも例外ではないらしく、我を忘れて興味津々になってしまうことも。
パネトネ（Panette）
声 - 首藤志奈
初期兵種：ベルセルク / 誕生日：10月23日 / 身長：164cm / 軍の中で一番：義理人情に厚い / 個人スキル：戦の血（HPが最大値ではない場合必殺+10） / 称号：御喧嘩上等
ミスティラの臣下の一人。パンドロの妹。怪談好きで、物怖じしない性格。両の口角に縫い傷のペイントをしている。実家は教会で、荒れた家庭環境から家出した過去を持つ。普段は淑女として振る舞うが、戦闘時などは昔の荒々しい口調が出たりする。
パンドロ（Pandreo）
声 - 大河元気
初期兵種：ハイプリースト / 誕生日：1月6日 / 身長：175cm / 軍の中で一番：声が良く通る / 個人スキル：大集会（周囲2マスの敵と味方の数×3命中・回避がアップする） / 称号：パーティー聖者
フォガートの臣下の一人。今時の若者と言うべき軽薄な物腰の王城神官で、宴会を好む。しかし、神竜への信仰心は高く、根は真面目な性格。妹と違い、自身は家出をせずに実家の教会を守っていた。
ボネ（Bunet）
声 - 大野智敬
初期兵種：グレートナイト（剣/斧） / 誕生日：5月30日 / 身長：184cm / 軍の中で一番：旗章学に詳しい / 個人スキル：料理再現（お弁当を食べた時幸運%の確率で同じ物を入手する） / 称号：何でも味見
フォガートの臣下の一人。実家は食堂だったが、賊の襲撃で潰れている。料理好きで、様々な物への味の探究心が強い。宮廷料理人を決める大会でフォガートから臣下に誘われ、今の立場を得る。
セアダス（Seadall）
声 - 阪本奨悟
初期兵種：ダンサー / 誕生日：4月21日 / 身長：177cm / 軍の中で一番：蜂蜜が好き / 個人スキル：神秘の踊り（ターン開始時自分の周囲2マス以内の味方のHPを各ユニットの最大HPの10%回復する） / 称号：月下の踊り手
踊り子の青年。カードを使った占いを得意とする。廃墟の城塞で踊りの練習をしていた際、異形兵に襲われた所を神竜軍に助けられる。現在の体型を維持するため、食事には気を遣っている。
スフォリア（Seforia）
声 - 神田みか
ソルムの女王。豪胆な性格で、自由奔放な子供達を見守る。優秀な近衛団を配下に置く。

### 紋章士

#### 指輪の紋章士
マルス（Marth）
声 - 緑川光
『暗黒竜と光の剣』『紋章の謎』の主人公。英雄王の指輪に宿る始まりの紋章士。
セリカ（Celica）
声 - 東山奈央
『外伝（Echoes）』のヒロイン。慈愛の王女の指輪に宿る響きの紋章士。
シグルド（Sigurd）
声 - 森川智之
『聖戦の系譜』の第1部主人公。聖騎士の指輪に宿る聖戦の紋章士。
リーフ（Leif）
声 - 鈴村健一
『トラキア776』の主人公。賢王の指輪に宿る系譜の紋章士。
ロイ（Roy）
声 - 福山潤
『封印の剣』の主人公。若き獅子の指輪に宿る封印の紋章士。
リン（Lyn）
声 - 大本眞基子
『烈火の剣』の主人公の一人。草原の公女の指輪に宿る烈火の紋章士。
エイリーク&エフラム（Eirika / Ephraim）
声 - 水橋かおり（エイリーク）、八代拓（エフラム）
『聖魔の光石』の主人公兄妹。碧き風空の指輪に宿る聖魔の紋章士。
アイク（Ike）
声 - 萩道彦
『蒼炎の軌跡』の主人公。蒼炎の勇者の指輪に宿る蒼炎の紋章士。
ミカヤ（Micaiah）
声 - 桑谷夏子
『暁の女神』の主人公。暁の巫女の指輪に宿る暁の紋章士。
ルキナ（Lucina）
声 - 小林ゆう
『覚醒』の主人公の娘。聖王女の指輪に宿る覚醒の紋章士。
カムイ（女）（Corrin）
声 - 佐藤聡美
『if』の主人公。未来を選びし者の指輪に宿る選択の紋章士。
ベレト（Byleth）
声 - 小林裕介
『風花雪月』の男主人公。導き手の指輪に宿る風花の紋章士。

#### 腕輪の紋章士
エーデルガルト（Edelgard）、ディミトリ（Dimitri）、クロード（Claude）
声 - 加隈亜衣（エーデルガルト）、石川界人（ディミトリ）、豊永利行（クロード）
DLC第1弾で登場。『風花雪月』の各級長。三級長の腕輪に宿る三鼎の紋章士。
チキ（Tiki）
声 - 諸星すみれ
DLC第1弾で登場。『暗黒竜と光の剣』『紋章の謎』の神竜族の王族。祖たる神竜の腕輪に宿る竜姫の紋章士。
ヘクトル（Hector）
声 - 鳥海浩輔
DLC第2弾で登場。『烈火の剣』の主人公の一人。熱き猛将の腕輪に宿る天雷の紋章士。
セネリオ（Soren）
声 - 村瀬歩
DLC第2弾で登場。『蒼炎の軌跡』『暁の女神』の参謀。蒼の参謀の腕輪に宿る賢風の紋章士。
カミラ（Camilla）
声 - 沢城みゆき
DLC第2弾で登場。『if』の暗夜王女。暗き妖艶の腕輪に宿る暗夜の紋章士。
クロム&ルフレ（Chrom / Robin）
声 - 杉田智和（クロム）、細谷佳正（ルフレ）
DLC第3弾で登場。『覚醒』のダブル主人公。聖王の腕輪に宿る絆の紋章士。
ヴェロニカ（Veronica）
声 - 日高里菜
DLC第3弾で登場。『ヒーローズ』の敵国の皇女。幼き皇女の腕輪に宿る英雄の紋章士。

### 邪竜軍
ソンブル（Sombron）
声 - 小西克幸 / 兵種 - 邪竜ノ王
約1000年前に封印された邪竜。四狗やイルシオンを手駒として現世に復活を果たす。人間体では額の目を含めた三つ目と尖った両耳が特徴。竜に変化した際は蛇のような姿となる。性格は冷酷非情であり、自分の子供であるヴェイルや自らに従う四狗ですら信頼しておらず、ただの駒として扱い、相手を用済みと見なして処分することにも戸惑いがない。物語終盤では手に入れた12の指輪の力で邪竜の地・グラドロンを浮上させて、上空に異界の扉を開き、異界へと侵攻しようとする。
実はソンブルはエレオス大陸の出身ではなく、無数にある異界の一つの出身で、そこで起きた争いに一族が敗れ、幼かったソンブルのみがエレオスへと追放されることとなった。その際は零番目の紋章士（礎の紋章士と呼ばれていた）の指輪を密かに持ち、孤独であった自分が共感していたが、後に紋章士は姿を消してしまった。その後は独りで復讐を果たすため力を蓄え続け、1000年前の大戦を引き起こした。リュール達との最終決戦に敗れた後は、再び礎の紋章士と出会えたかのような様子を見せながら消滅した。
ヴェイル（Veyle）
声 - 上田麗奈
初期兵種：邪竜ノ娘 / 誕生日：9月12日 / 身長：158cm / 軍の中で一番：痛みに強い / 個人スキル：邪竜の救済（隣接している味方が与えるダメージ+1、受けるダメージ-3） / 称号：優しき竜
リュールの前に度々現れる謎の少女。その正体はソンブルの末娘で、多重人格者。本来は心優しい性格だが、その2つの人格を持つ故、邪竜側に利用される。過去に生き別れたと思われる兄弟を長い間探している。リトス襲撃時はルミエルを殺害した。別人格時の記憶は無く、その際の自分の行動は覚えていない。物語終盤では性格を邪竜人格のみに制御する魔法具を付けられてしまう。しかし、リュールと心を通わせたことでソンブルから見限られて処分されそうになり、目の前で自分を庇ったリュールを失う。そこでリュールが自分の探していた兄弟だったという事実を知り、マロンの反抗でひびが入っていた魔法具を自力で破壊、リュールを異形兵として蘇らせる。その後は神竜軍へと合流し、リュールと共にソンブルと戦う決意を固める。
セピア（Zephia）
声 - 深見梨加 / 兵種 - メリュジーヌ
「四狗」の頭領である女性。他の四狗と違い、魔竜族の末裔で人間ではない。イルシオン軍を配下に他国へと攻め入る。ヴェイルには従順だが、優しい方の人格の彼女に対しては容赦がない。1000年前からソンブルに仕え、「家族」というものに憧れを抱き、四狗は家族だと語る。物語終盤では反抗したマロンを殺害し、モーヴの離反を招く。その後、溶岩地帯でグリと神竜軍を待ち受け、敗れた末にリュール達へ竜紋の有りかを浮上させる魔法具を渡す（過去には自分の魔力が暴走したことで両親を失っており、自らの命を使い魔法具を生成していた）。昔からソンブルの子供や家族を得ることを望んでおり、グリにはソンブルだけ夢が叶うのは悔しかったからと魔法具を渡した理由を明かし、彼の告白を聞いて驚きつつ落命する。
グリ（Griss）
声 - 津田健次郎 / 兵種 - セイジ
「四狗」の一人である魔道士の男性。残忍な性格で、相手を痛めつける事はもちろん自らが傷つく事にすら快楽を感じるという危険人物。もっとも、ただの狂人でもなく、冷静さや判断力の高さも持ち合わせる。イルシオン城での戦闘ではリュールに対して真実を明かした。その後、溶岩地帯でセピアと神竜軍を迎え撃ち、倒された際は一生に一度しか致命傷の痛みを味わえないからと、死んだふりをしてその場をやり過ごす。死の間際にはセピアに対し、体を痛めつけることだけでソンブルへの忠誠心を示していた自分を拾い上げ、世話をしてくれたことへの感謝を述べ、実の親の顔など分からない自分にはセピアは母親代わりであり、一番大切な人だったという内心を告げ、彼女と共に事切れる。　
マロン（Marni）
声 - 青木瑠璃子 / 兵種 - ジェネラル（斧）
「四狗」の一人である重騎士の少女。高い実力を持つが、年相応の無邪気で我が儘な性格をしており、相手を見下す様な言動が多い。一人称は「ボク」。幼少時に母親に捨てられ、孤児として生きてきた。ジーヴル港の戦闘ではソンブルやセピアに黙って紋章士の指輪を持ち出すも、敗北して神竜側に指輪を奪われ、帰還後はセピアに叱咤される。モーヴからヴェイルの話を聞いた際は半信半疑でいたが、人格を制御する魔法具を付けられたヴェイルへの仕打ちを見てそれまでの考えを改め、魔法具を破壊すべく一撃を加えるも破壊までは出来ず、最後はセピアに刺されて死亡した。だが、このマロンの一撃が後にヴェイルが正気を取り戻す切っ掛けとなった。
モーヴ（Mauvier）
声 - 前野智昭
初期兵種：ロイヤルナイト / 誕生日：9月13日 / 身長：195cm / 軍の中で一番：催眠術が効かない / 個人スキル：次への備え（戦闘やアイテム使用などを行わずに待機した時、1ターンの間、守備+2） / 称号：救済の騎士
「四狗」の一人である男性騎士。フィレネ出身。寡黙で生真面目な性格。それゆえか他の四狗からは付き合いにくさを指摘されている。邪竜の信徒であった自分を気に掛けてくれたヴェイル個人に仕えており、邪竜自体のことは良く思っていない。セピアらのヴェイルへの仕打ちに内心憤りを抱き、リュールに接触してヴェイルを救う手伝いを依頼する。物語終盤、セピアがマロンを殺したことに激怒し、完全に四狗からの離反を決意、神竜軍に降る。ただし、味方となった後も過去の振る舞いは許されるものではないと自覚しており、罪滅ぼしとして町の人々の手助けなどを行っている。また、当初はヴァンドレからの監視を受けていた。

### ならず者
テランダ（Teronda）
声 - 蓮岳大 / 兵種 - 蛮族
盗賊団の首領。第6章に登場。廃村を根城にしていたが、神竜軍に倒される。
ミタン（Mitan）
声 - 長谷川育美 / 兵種 - 蛮族
盗賊団の女首領。アンナの外伝に登場。盗賊団討伐に来た神竜軍に倒される。
テッツィ、トッツィ（Tetchie / Totchie）
声 - 藤沼健人（テッツィ）、矢野正明（トッツィ） / 兵種 - 蛮族
砂漠の蛮族兄弟。第13章に登場。ミスティラ達を襲うも、神竜軍に倒される。

### 邪竜の章
エル（Nel）
声 - 朴璐美
初期兵種：邪竜ノ娘（槍/竜石） / 誕生日：2月24日 / 身長：175cm / 軍の中で一番：子守歌の名手 / 個人スキル：守護者（ラファールが敵から攻撃を受けた時1ターンの間、必殺+10） / 称号：誠心の邪竜
異世界の邪竜の御子の一人で、イルの双子の姉。クールで厳格な性格。弟イルを守るためソンブルの元を離れ、リトスに身を寄せ神竜に仕えていた。異世界から現れたリュールと出会い、紋章士の腕輪を集めるという目的から、旅に出る。リュールに対しては終始厳しい態度を取り、きつく当たる。
しかし、後にリュールには神竜の死を受け入れらず、きちんと向き合えていなかったゆえの言動だったことを謝罪している。そして終盤にイルがラファールとしての本性を現した際は、ラファールがイルではなく、弟は既に亡き者だという事実を知っていたと述べる。だが、それでもイル（ラファール）を信頼し、彼を問いただすこともなく生活を続けていた。最後はラファールを苦しみから解放できるならと自害する。その後、ラファールから力を注がれて1000年後に再び目覚め、リュールの世界へと渡る。
イル / ラファール（Nil / Rafal）
声 - 江口拓也
初期兵種：邪竜ノ子（斧/竜石） / 誕生日：12月31日 / 身長：176cm / 軍の中で一番：気配が怖い / 個人スキル：負けず嫌い（周囲2マス以内の味方が敵を撃破した時、1ターンの間必殺+10） / 称号：贖罪の邪竜
異世界の邪竜の御子の一人。エルの双子の弟。姉を支えている。リュールやエルの旅に同行する。姉と比べ軽い言動をしている。
終盤にて本性を現し、四翼を罠に嵌め、リュールやエルと敵対する。本名は「ラファール」。腕輪から紋章士を起こす能力を持ち、ソンブルから弱者を演じろと言われ、自身の片割れも亡くしていた。後に本物のイルと出会い、彼とは容姿も瓜二つであり親しくなったが、1000年以上前の戦場でイルは死に、竜石を形見として渡される。だが、竜石にソンブルが細工していた影響でソンブルの願いを継ぐべく動き出すこととなる。決戦に敗れた後、エルの自害を受けて呪縛から解放され、本当の望みはエルを守る・幸せにすることだったのだと思い出し、リュールから分けられた力でエルを1000年かけて蘇生した後、エルと共に異世界へと渡る。
セレスティア（Zelestia）
声 - 深見梨加
初期兵種：メリュジーヌ / 誕生日：11月21日 / 身長：180cm / 軍の中で一番：日光浴が好き / 個人スキル：ムードメーカー（敵を撃破した時、1ターンの間周囲2マスの味方の命中+20） / 称号：新たなる愛
エルとイルを守る騎士団「四翼」の頭領。容姿は本編のセピアと同じだが、頭部のリボンの色が違う。また、本編と違い明るい性格。異世界の魔竜族の最後の生き残り。1000年前にソンブルに故郷の村を焼かれ、家族や同胞たちを鏖殺したソンブルに復讐を誓い、リトスに身を寄せて神竜に仕えていた。自身がソンブルに見つからなかったのは、生まれつき魔力が弱かったため。
グレゴリー（Gregory）
声 - 津田健次郎
初期兵種：セイジ / 誕生日：9月17日 / 身長：177cm / 軍の中で一番：ぬいぐるみを所持 / 個人スキル：生存戦略（自分の周囲3マス以内の範囲で味方ユニットより敵ユニットが多い時回避+20） / 称号：古の傷跡
「四翼」の一人。容姿は本編のグリと同じだが、体のタトゥーが無い他、慎重で臆病な性格をしており、痛みを嫌う。イルシオンの出身で、当初は邪竜教会に身を寄せていたが、体を傷つけて血を捧げるという邪竜信徒達の所業を嫌って逃亡、その後にセレスティアと出会ったことで神竜の元に身を寄せていた。後にモーヴの死を受けて、四翼の副官の地位を継承する。
マデリーン（Madeline）
声 - 青木瑠璃子
初期兵種：ジェネラル（斧） / 誕生日：4月4日 / 身長：162cm / 軍の中で一番：空を見ている / 個人スキル：理想の騎士像（敵から攻撃を受けた時、自分と隣接している味方がいたら受けるダメージ-2） / 称号：褒め讃う青
「四翼」の一人。容姿は本編のマロンと同じだが、鎧が青色になった他、丁寧な口調や仕草をする。イルシオンの騎士の生まれで、邪竜復活の戦で両親が戦死した後、モーヴに救出されリトスの地へ渡ってきた。そのため、モーヴに対しては淡い思いを寄せている。リュールの世界に誘われた際はモーヴを残すことに悩むも、グレゴリーから諭され、気持ちを新たにする。
モーヴ (Mauvier)
声 - 前野智昭 / 初期兵種 - ロイヤルナイト
「四翼」の一人。副官を務めている。容姿や名前は本編と変わらず。元はソンブル側の騎士としてヴェイルに仕えていたが、彼女の死後に邪竜側から離反し神竜側へ下る。生前の神竜からの信頼も厚かったとされる。また、四翼結成の切っ掛けを作ったが、頭領の座は辞退している。後にイルの策略で遺跡に閉じ込められた際、他の3人をワープで逃がし、自身は崩落に巻き込まれて死亡する。副官の座はグレゴリーが引き継いだ。

## 用語
エレオス大陸
今作の舞台となる大陸。聖地リトスを中心に、周囲を四大国家が囲む。
リトス
大陸中心にある聖地。神竜王城がそびえる。各国の王族が訪れることもある。
ソラネル
リトスの空に浮かぶ浮遊島の離宮。今作の拠点。ワールドマップ上から自由に出入りできる。
フィレネ王国
四大国家の一つ。大陸の南西部に位置する。草原など緑が多い。隣国であるブロディアやソルムとは、互いに不戦同盟を結んでいる。
ブロディア王国
四大国家の一つ。大陸の北西部に位置する。険しい山岳地帯が特徴。軍事力が高く、イルシオンとは幾度も交戦してきた過去を持つ。
ソルム王国
四大国家の一つ。大陸の南東部に位置する。気候は暖かく、国土には砂漠が広がる。中立を重んじ、独自に世界情勢を調査している。
イルシオン王国
四大国家の一つ。大陸の北東部に位置する。雪の降る寒冷な土地柄。近年においては邪竜信仰に傾いているため、他国へと侵攻する。
グラドロン
過去に封印されたという、邪竜の住む大地。リトスの海底に沈められていたが、物語終盤に再浮上する。
紋章士（エムブレム）
異界から呼び出される英雄。神竜と邪竜の一族であれば召喚できる。本編中には指輪の紋章士、DLCにて腕輪の紋章士が登場する。
物理的な肉体を持たない精神体であり、現実世界の物体に触れることはできず、飲食もしない。
紋章士には過去のシリーズの主要人物が選定されており、担当声優は『ファイアーエムブレムヒーローズ』に準拠している。
指輪
紋章士が宿った指輪。全12個が存在し、聖地リトスにて6個が保管され、残りは各国家に1個ずつ（正確にはフィレネとソルムには2個ずつ）下賜されている。
四狗
邪竜の復活を企む集団。メンバーはセピア、グリ、マロン、モーヴ。セピア以外は邪竜の信徒で構成されている。

## エキスパンション・パス
追加コンテンツのダウンロードが可能になる有料DLC。全部で4弾あり、キャラクターやストーリーが追加される。
第1弾 (2023年1月20日配信開始)
- 新たな紋章士であるエーデルガルト/ディミトリ/クロード、チキの追加。
- 冒険をサポートするアイテムと新たなアクセサリーのプレゼント。
- 所持していると武器屋や道具屋で買い物をするときに30%引きで購入出来るようになるアイテム、シルバーカードのプレゼント。

第2弾 (2023年2月9日配信開始)
- 新たな紋章士であるヘクトル、セネリオ、カミラの追加。
- 冒険をサポートするアイテムと新たなアクセサリーのプレゼント。

第3弾 (2023年3月8日配信開始)
- 新たな紋章士であるクロム/ルフレ、ヴェロニカの追加。

第4弾 (2023年4月5日配信開始)
- 追加のストーリー。

## 音楽
「Emblem Engage!」
Ryoの歌によるオープニングテーマ。
「絆炎」
Rainy。の歌によるエンディングテーマ。

## コミカライズ
『最強ジャンプ』（集英社）にて、2023年3月号に連載開始直前のプロローグ漫画が掲載される。同誌同年4月号および『少年ジャンプ+』（同）同年3月3日より連載を開始。漫画は今日和老が担当。
- マンガ：今日和老、協力：任天堂・インテリジェントシステムズ 『ファイアーエムブレム エンゲージ』 集英社〈ジャンプ コミックス〉、既刊5巻（2025年6月4日現在）
  1. 2023年9月4日発売[8]、ISBN 978-4-08-883731-4
  2. 2024年3月4日発売[9]、ISBN 978-4-08-884017-8
  3. 2024年7月4日発売[10]、ISBN 978-4-08-884099-4
  4. 2024年12月4日発売[11]、ISBN 978-4-08-884319-3
  5. 2025年6月4日発売[12]、ISBN 978-4-08-884517-3